# كوتشمشك
كوتشمشك هي قرية في مقاطعة سلماس، إيران. يقدر عدد سكانها بـ 526 نسمة بحسب إحصاء 2016.